# Simbolisme de Lewis
El simbolisme de Lewis és una forma senzilla de simbolitzar l'estructura electrònica i l'enllaç en una molècula covalent. Cada electró de valència es representa mitjançant un punt, o cada parell d'electrons mitjançant una línia.
Per dibuixar una estructura de Lewis correcta cal seguir els següents passos:
1. Es dibuixa l'esquelet molecular (símbols dels elements distribuïts en el paper d'acord amb la connectivitat).
2. Es compten el nombre total d'electrons de valència (s'ha de tenir en compte la possible càrrega neta de l'espècie).
3. Es distribueixen els electrons tenint en compte la regla de l'octet. Els àtoms individuals es combinaran tendint a tenir completa l'última capa d'electrons, és a dir, a adquirir la configuració electrònica del gas noble més pròxim. Per aconseguir que es compleixi la regla de l'octet pot ser necessari utilitzar enllaços múltiples.

Normalment, en molècules orgàniques, el carboni forma 4 enllaços, el nitrogen 3, l'oxigen 2 i l'hidrogen i els halogens 1. El nombre d'enllaços (senzills o combinats en forma d'enllaços dobles o triples) que normalment forma un element és la seva valència. Així, el carboni és tetravalent, el nitrogen trivalent, l'oxigen divalent i l'hidrogen i els hal·lògens monovalents.